# Nemertoscolex parasiticus
Nemertoscolex parasiticus – gatunek endopasożytniczego wstężniaka zaliczanego do gromady Anopla, pasożytujący na szczetnicy z gatunku Echiurus echiurus. Jedyny znany nauce pasożyt wewnętrzny w typie Nemertea i jedyny gatunek z rodzaju Nemertoscolex

## Anatomia i morfologia
Zwierzę o robakowatym kształcie ciała, długości 3-5 mm. Ciało przejrzyste, bladożółtawe lub białawe, brązowo-żółte jelito widoczne przez otaczające tkanki. Odcinek głowowy nieznacznie poszerzony z pojedynczą parą bocznie położonych urzęsionych szczelin o funkcji czuciowej. Brak oczu. Ryjek (proboscis) jest nierozgałęziony i stanowi około 25% długości ciała. Otwór ryjka położony jest po brzusznej stronie przodu ciała, przed jego przednim końcem. Rynchocel rozciąga się prawie na całą długość ciała. W przedniej części, gdzie znajduje się ryjek, rynchocel zajmuje około 1/3 szerokości ciała, dalej gwałtownie się zwęża. Otwór gębowy położony brzusznie, na wysokości mózgu. Układ wydalniczy obecny. Składają się na niego nieliczne drobne protonefrydia łączące się w parzyste kanały biegnące wzdłuż bocznych ścian ciała. Każdy z wysłanych nabłonkiem sześciennym kanałów uchodzi po bocznej stronie ciała pojedynczym nefroporem.

## Ekologia
Wszystkie znane osobniki Nemertoscolex parasiticus były znajdowane w płynie celomatycznym szczetnic z gatunku Echiurus echiurus. Choć brak dokładniejszych informacji na temat trybu życia tej wstężnicy przypuszcza się, że jest ona endopasożytem. Nie wiadomo w jaki sposób Nemertoscolex parasiticus infekuje swojego żywiciela ani jak pobiera pokarm. Wszystkie znalezione dotychczas osobniki były niedojrzałe płciowo, nie wiadomo zatem nic na temat ich biologii rozrodu.

## Występowanie
Pierwszy opisany przez Greeffa osobnik został znaleziony w szczetnicy złowionej w wodach otaczających Helgoland. Kolejne osobniki znaleziono w żywicielach złapanych u wybrzeży zachodniej Szwecji.